# Клотилда Бургундска
Клотилда Бургундска (Хродехилда) или Света Клотилда (на френски: Clotilde, Clothilde, древногермански Chrochtehilde) е втората жена на франкския крал Хлодвиг I от 493 г. Клотилда уговаря Хлодвиг (Кловис) да приеме християнството.

## Светица
Клотилда е почитана като светица от християнската църква. Православните я почитат на 3 юни – в деня на смъртта ѝ, а католиците на 4 юни.
Мощите ѝ са се пазели и с тях се извършвали литийни шествия до Френската революция, когато са изгорени почти изцяло от бунтовниците и са запазени само частици от тях. Счита се, че покровителства невестите, приемните деца, родителите, изгнаниците и овдовелите.